# داني فاركوهار
داني فاركوهار (بالإنجليزية: Danny Farquhar)‏ هو لاعب كرة قاعدة أمريكي، ولد في 17 فبراير 1987 في بيمبروك باينز في الولايات المتحدة.

## وصلات خارجية
- داني فاركوهار على موقع دوري كرة القاعدة الرئيسي (الإنجليزية)
- داني فاركوهار على موقعبيزبول رفرنس.كوم (الدوري الرئيسي) (الإنجليزية)
- داني فاركوهار على موقعبيزبول رفرنس.كوم (الدوري الثانوي) (الإنجليزية)
- داني فاركوهار على موقع إي إس بي إن.كوم (أم.أل.بي) (الإنجليزية)
- داني فاركوهار على موقع مشجعي الرسوم البيانية (الإنجليزية)